# 57 Virginis
57 Virginis är en orange underjätte i Jungfruns stjärnbild.
Stjärnan har visuell magnitud +5,22 och synlig för blotta ögat vid normal seeing. Den befinner sig på ett avstånd av ungefär 125 ljusår.